# Fernand Mossé
Pour les articles homonymes, voir Mossé.
Fernand Mossé, né à Marseille le 25 mai 1892 et mort le 10 juillet 1956 , est un philologue et historien français, spécialiste des langues et littératures germaniques.

## Biographie
Reçu 3e à l'agrégation d'anglais en 1919, Fernand Mossé fut lecteur à l'Université de Bangor au Pays de Galles. Il enseigna ensuite aux lycées de Nice et de Nancy. En 1926, il fut nommé directeur d'études à l'École pratique des hautes études. En 1938, il soutient sa thèse de doctorat, consacrée aux formes périphrastiques de l'anglais. Il devient codirecteur de la revue Études germaniques en 1948. En 1949, il est nommé à la chaire de langues et littératures germaniques au Collège de France.
Avec Alfred Jolivet, il dirigea la Bibliothèque de philologie germanique aux éditions Aubier-Montaigne.
Officier d'infanterie durant la Première Guerre mondiale, Fernand Mossé fut décoré de la légion d'honneur. En mars 1940, il joue un rôle dans la bataille de l'eau lourde, grâce à ses compétences linguistiques, en assurant « avec succès, dans des conditions difficiles, le transport d'un stock d'eau lourde de Norvège en France ». Son activité clandestine à Paris durant l'Occupation lui vaudra la médaille de la Résistance. Il était par ailleurs syndicaliste au SNES et membre du Conseil supérieur de l'éducation nationale.

## Publications (sélection)
- La Laxdoela Saga : légende historique islandaise, Paris, Alcan,1914 (traduite du vieux norrois).
- La Saga de Grettir, Paris, Aubier Montaigne, 1933 (traduction).
- Histoire de la forme périphrastique être + participe présent en germanique, Paris, Klincksieck, 2 vol., 1938.
- Manuel de l'allemand du Moyen Age, des origines au XIVe siècle, Paris, Aubier Montaigne, 2 vol., 1942. (avec Alfred Jolivet)
- Manuel de la langue gotique, Paris, Aubier Montaigne, 1942 ; nouv. éd., 1969, 330 p.
- Manuel de l'anglais du Moyen Age, des origines au XIVe siècle, 4 vol., Aubier, Paris, 1946.
- Esquisse d'une histoire de la langue anglaise, 1947 ; 2e éd., Lyon, 1958.
- Histoire de la littérature allemande (Georges Zink, Maurice Gravier, Henri Plard et alii, sous la direction de Fernand Mossé), Aubier, 1959, 1032 p.

## Distinctions
- Médaille de la Résistance française